# Джефферсон (Айова)
Джефферсон (англ. Jefferson) — місто (англ. city) в США, в окрузі Грін штату Айова. Населення — 4182 особи (2020).

## Географія
Джефферсон розташований за координатами 42°1′0″ пн. ш. 94°22′46″ зх. д. / 42.01667° пн. ш. 94.37944° зх. д. (42.016752, -94.379417).  За даними Бюро перепису населення США в 2010 році місто мало площу 15,56 км², з яких 15,46 км² — суходіл та 0,10 км² — водойми.

## Демографія
Згідно з переписом 2010 року, у місті мешкало 4345 осіб у 1900 домогосподарствах у складі 1172 родин. Густота населення становила 279 осіб/км².  Було 2156 помешкань (139/км²).
Расовий склад населення:
| - 97,9 % — білих - 0,2 % — азіатів - 0,1 % — корінних американців - 0,1 % — чорних або афроамериканців - 1,0 % — осіб інших рас |

До двох чи більше рас належало 0,7 %. Частка іспаномовних становила 2,3 % від усіх жителів.
За віковим діапазоном населення розподілялося таким чином: 22,5 % — особи молодші 18 років, 53,3 % — особи у віці 18—64 років, 24,2 % — особи у віці 65 років та старші. Медіана віку мешканця становила 46,3 року. На 100 осіб жіночої статі у місті припадало 90,0 чоловіків;  на 100 жінок у віці від 18 років та старших — 83,4 чоловіків також старших 18 років.
Середній дохід на одне домашнє господарство  становив 62 782 долари США (медіана — 44 184), а середній дохід на одну сім'ю — 80 747 доларів (медіана — 60 104). Медіана доходів становила 42 318 доларів для чоловіків та 30 089 доларів для жінок. За межею бідності перебувало 11,6 % осіб, у тому числі 12,5 % дітей у віці до 18 років та 7,6 % осіб у віці 65 років та старших.
Цивільне працевлаштоване населення становило 2060 осіб. Основні галузі зайнятості: освіта, охорона здоров'я та соціальна допомога — 30,1 %, роздрібна торгівля — 12,6 %, виробництво — 11,7 %.